# Provincia di Voghera
La provincia di Voghera fu una suddivisione amministrativa di secondo livello del Piemonte dalla metà del XVIII secolo alla metà del XIX secolo. A dispetto del nome, non rappresentava una provincia nel senso moderno del termine, ma corrispondeva ad un circondario.

## Storia
Il trattato di Worms del 13 settembre 1743 stabilì la gestione provvisoria dell'Oltrepò pavese da parte del Piemonte come pegno per l'alleanza con l'Austria contro la Francia nella guerra di successione austriaca, e ciò nonostante le proteste dei rappresentanti provinciali pavesi. Al termine del conflitto, il trattato di Aquisgrana del 18 ottobre 1748 riconobbe la cessione come definitiva. Il territorio interessato era ampio 797 km² con 103.000 abitanti, comprendeva 130 parrocchie, ed era stato conquistato da Pavia nel tardo medioevo con la forza delle armi, in una serie di lotte con Piacenza, Bobbio e Tortona.
Un regio editto del 6 marzo 1750 regolarizzò il nuovo ordinamento amministrativo nominando il primo Intendente, massima autorità della provincia. Nel 1775 vennero definitivi tre distretti, uno per il capoluogo, uno per Bobbio e uno per il Siccomario. Tuttavia le proteste degli abitanti della zona appenninica, tradizionalmente dotata di una propria autonomia, trovarono accoglimento nel re che ne dispose il distacco come provincia di Bobbio.
Con l'invasione napoleonica, nel 1800 la provincia fu ridenominata circondario, per tornare alla vecchia dizione nel 1814. 
In questo periodo, a seguito della riforma amministrativa del 1818, era divisa in 12 mandamenti che furono poi mantenuti quando la provincia, a seguito del Decreto Rattazzi nel 1859, fu unita come Circondario di Voghera alla Provincia di Pavia. 
I mandamenti erano i seguenti:
1. Mandamento di Voghera;
2. Mandamento di Barbianello;
3. Mandamento di Broni;
4. Mandamento di Casatisma;
5. Mandamento di Casei;
6. Mandamento di Casteggio;
7. Mandamento di Santa Giulietta;
8. Mandamento di Godiasco;
9. Mandamento di Montalto;
10. Mandamento di Montù-Beccaria;
11. Mandamento di Soriasco;
12. Mandamento di Stradella.